# Power Supply
Albums de Budgie
Impeckable
(1978) Nightflight
(1981)
Singles
1. Crime Against the World
Sortie : 1980

Power Supply est le huitième album studio du groupe de hard rock gallois, Budgie. Il est sorti le 10 octobre 1980 sur le label Active Records, un sous-label de RCA Records et a été produit par Dave Charles & Budgie.

## Historique
En juillet 1980, Budgie sort un Ep, If Swallowed, Do Not Induce Vomiting avec son nouveau guitariste John Thomas. Ce-dernier remplace Rob Kendrick (ex-Trapeze) qui avait déjà remplacé Tony Bourge en 1978. John Thomas avait été repéré par Budgie alors qu'il faisait leur première partie avec son groupe Bombshell.
Cet album est donc le premier avec John Thomas à la guitare. Il a été enregistré à Rockfield (Pays de Galles) dans un lieu appelé The Old Mill avec l'aide du studio mobile China Shop. Il sera mixé dans les Studios Rockfield.
Avec cet album, Budgie renoue avec le heavy métal alors très en vogue au Royaume-Uni avec le mouvement NWOBHM. Il est l'album le plus "heavy" du groupe.
Il ne se classa pas dans les charts britanniques. Sa réédition en 1993 sera augmentée des quatre titres qui composaient l'Ep "If Swallowed, Do Not Induce Vomiting".

## Liste des titres
Face 1
| No | Titre            | Auteur                          | Durée |
| -- | ---------------- | ------------------------------- | ----- |
| 1. | Forearm Smash    | Burke Shelley, John Thomas      | 5:39  |
| 2. | Hellbender       | Shelley, Thomas, Steve Williams | 3:26  |
| 3. | Heavy Revolution | Shelley, Thomas                 | 4:40  |
| 4. | Gunslinger       | Shelley, Thomas                 | 5:02  |

Face 2
| No | Titre                   | Auteur          | Durée |
| -- | ----------------------- | --------------- | ----- |
| 5. | Power Supply            | Shelley, Thomas | 3:38  |
| 6. | Secrets In My Head      | Shelley, Thomas | 3:57  |
| 7. | Time to Remember        | Shelley, Thomas | 5:25  |
| 8. | Crime Against the World | Shelley, Thomas | 5:37  |

Titres bonus réédition 1993
| No  | Titre                          | Auteur                    | Durée |
| --- | ------------------------------ | ------------------------- | ----- |
| 9.  | Wild Fire                      | Shelley, Thomas, Williams | 5:10  |
| 10. | High School Girls              | Shelley                   | 3:35  |
| 11. | Panzer Division Destroyed      | Shelley, Thomas           | 5:33  |
| 12. | Lies of Jim (The E-Type Lover) | Shelley                   | 4:40  |

Titres bonus réédition 2012
| No  | Titre                                 | Auteur          | Durée |
| --- | ------------------------------------- | --------------- | ----- |
| 9.  | Crime Against the World (Single Edit) | Shelley, Thomas | 3:27  |
| 10. | Gunslinger (Live 1981)                | Shelley, Thomas | 4:55  |
| 11. | Crime Against the World (Live 1981)   | Shelley, Thomas | 4:52  |

## Musiciens
- Burke Shelley: chant, basse
- John Thomas: guitares, guitare slide
- Steve Williams : batterie